# Wierzchosława Antonina
Wierzchosława Antonina (ur. 1179/1181-?) – księżniczka włodzimierska, księżna wyżgorodzka z dynastii Rurykowiczów.
Była córką Wsiewołoda III Wielkie Gniazdo i jego pierwszej żony Marii. 15 czerwca lub 26 września 1187 poślubiła Rościsława, księcia wyżgorodzkiego.